# Frankenforst (Waldgebiet)

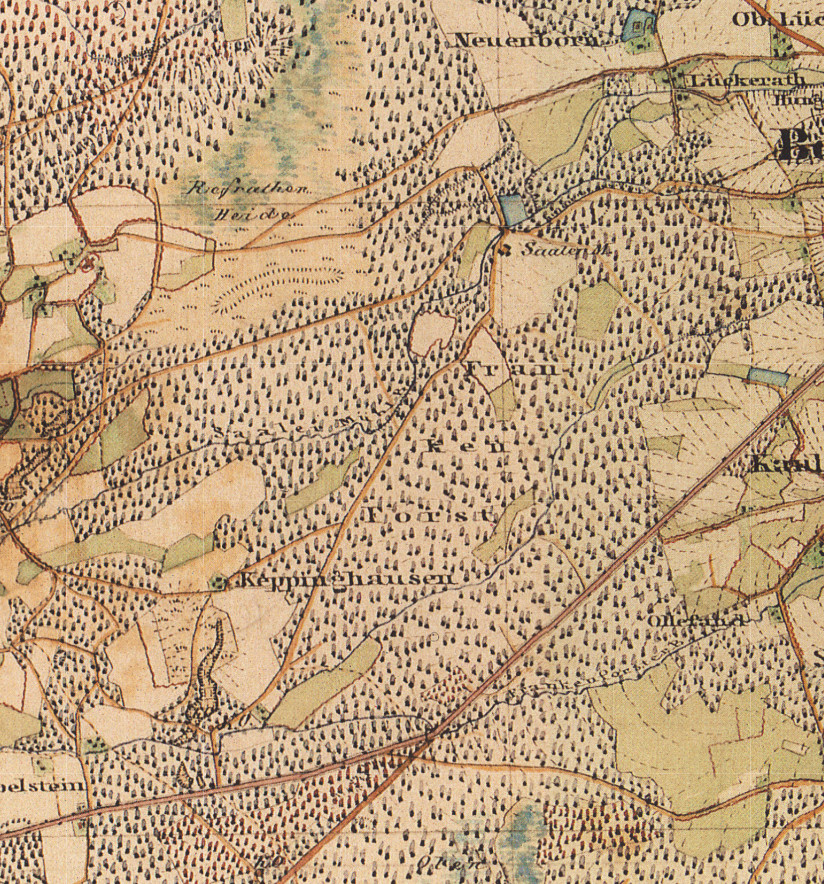
Der Frankenforst auf der Preußischen Karte von 1844.

Der Frankenforst ist ein historisches Waldgebiet auf dem Gebiet der heutigen Stadt Bergisch Gladbach im Rheinisch-Bergischen Kreis.

## Etymologie
Der Name Frankenforst geht  auf die jagdliche Nutzung des Gebiets als Bannforst durch die Frankenkönige zurück. Von diesem Waldgebiet abgeleitet sind unter anderem die Namen des heutigen Stadtteils Frankenforst, des ehemaligen Wohnplatzes Frankenforst in Lückerath und des Frankenforstbachs.

## Lage
Das historische Waldgebiet umfasste das durch folgenden Bereich umschlossene Gebiet: ausgehend von der Kaule in Alt-Refrath zur Straße Kieppemühlenweg über das heutige Golfplatzgelände bis zur Zinkhütte, von dort über Neuborn nach Lückerath, weiter über Olefant nach Hummelsbroich, entlang der Brüderstraße bis etwa Höhe Dolmanstraße und von dort über Pippelstein nach Norden bis wiederum zur Kaule. Im Süden ging das Waldgebiet in den Königsforst über, im Westen grenzte die Brücker Mark an. Historisch umfasste es etwa 1.000 Morgen, also etwa 250 ha.

## Geschichte
Bekannt ist, dass im 12. Jahrhundert Hildegund von Meer das Gebiet an das Haus Thurn zu Lehen gegeben hatte. 1166 kamen sodann durch Stiftung das Gut Sulsen (Immekeppel) mit weiteren Besitzungen und damit auch dessen Allodialgut Frankenforst in den Besitz des Klosters Meer. 1268 wurde das Waldgebiet urkundlich als Besitz des Klosters ausgewiesen. Bis in das 19. Jahrhundert blieb das gesamte Waldgebiet nahezu unverändert wie es auf der Karte von 1844 abgebildet ist. Innerhalb des Frankenforstes wurde in einer größeren Rodung bereits früh das Gut Saal mit seiner Mühle angelegt, das ebenfalls im Besitz des Klosters war. Durchschnitten wurde es nach dem Bau vom Schloss Bensberg durch den neuen Jagdweg von Johann Wilhelm II. (heute Kölner Straße/Frankenforster Straße) und der Brüderstraße. 
Das Kloster verkaufte schließlich am 30. September 1718 den Frankenforst an den kurfürstlichen Oberjäger des Herzogtums Berg, Conrad Kurtenkauler und dessen Frau Maria Charlotte, geborenen Hoens. 1747 erwarb der Gutsbesitzer Otto Siegen von der Steinbreche den Frankenforst. Später kam er mit der Steinbreche in den Besitz von Bernard Eyberg.
1843 ersteigerte Johann Anton Lautz, der auch Eigentümer des Hebborner Hofes war, aus dem Nachlass von Bernard Eyberg das Gut Kippekausen, sein Sohn Heinrich den Rest des alten Ritterguts Saal.
Im 19. und im beginnenden 20. Jahrhundert fanden große Rodungen statt, so dass neue Wohnplätze entstanden bzw. bestehende anwuchsen, unter anderem die Siedlung Alt-Frankenforst und Kippekausen, der in den 1950er und 1960er Jahren weiter ausgebaut wurde, unter anderem durch die Parksiedlung Kippekausen und die Siedlung Schmillenburg.